# تاکستان و منطقه شراب‌سازی ناپا ولی

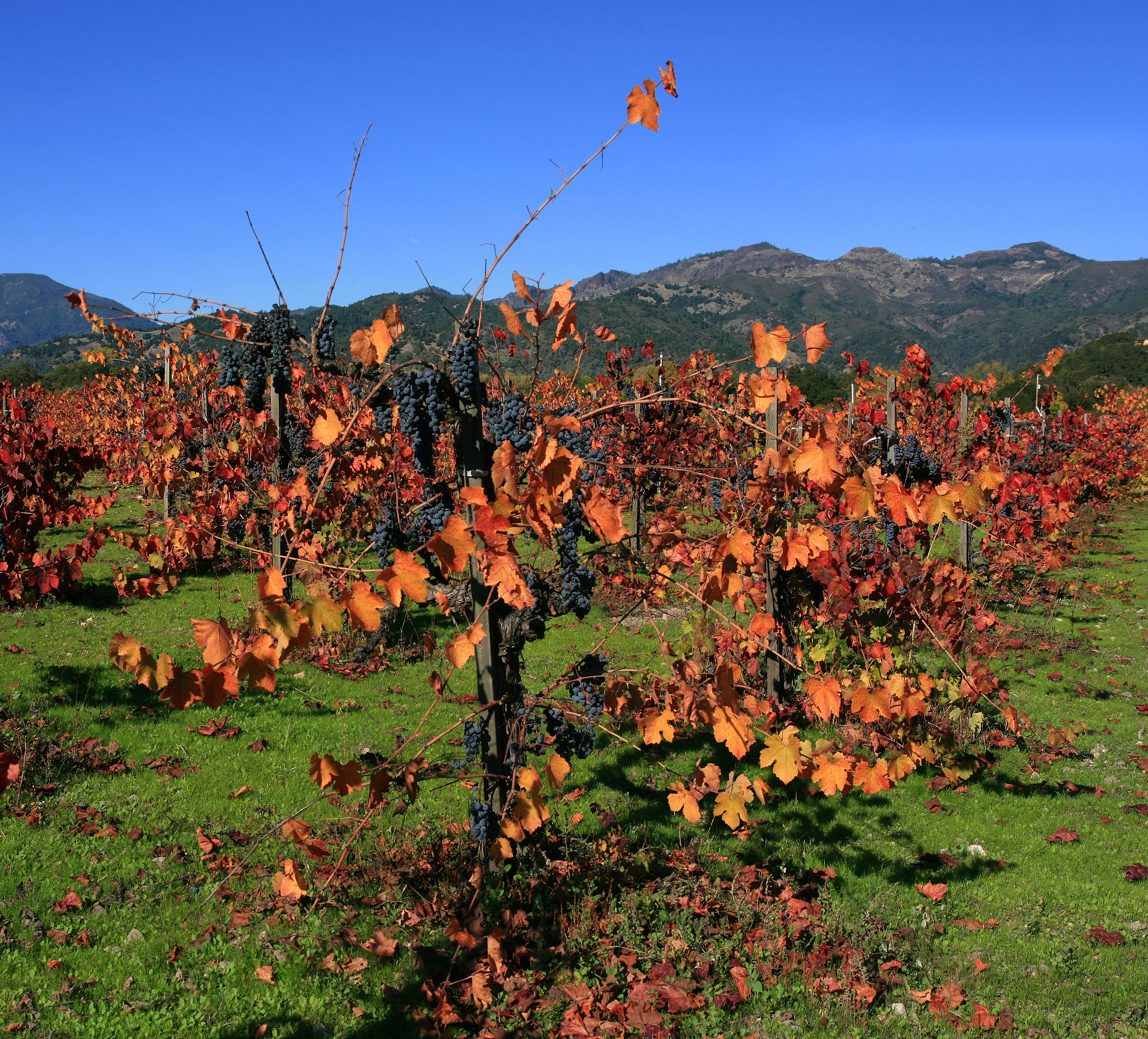
بوته‌های موی رسیده، در یکی از تاکستان‌های درهٔ ناپا.

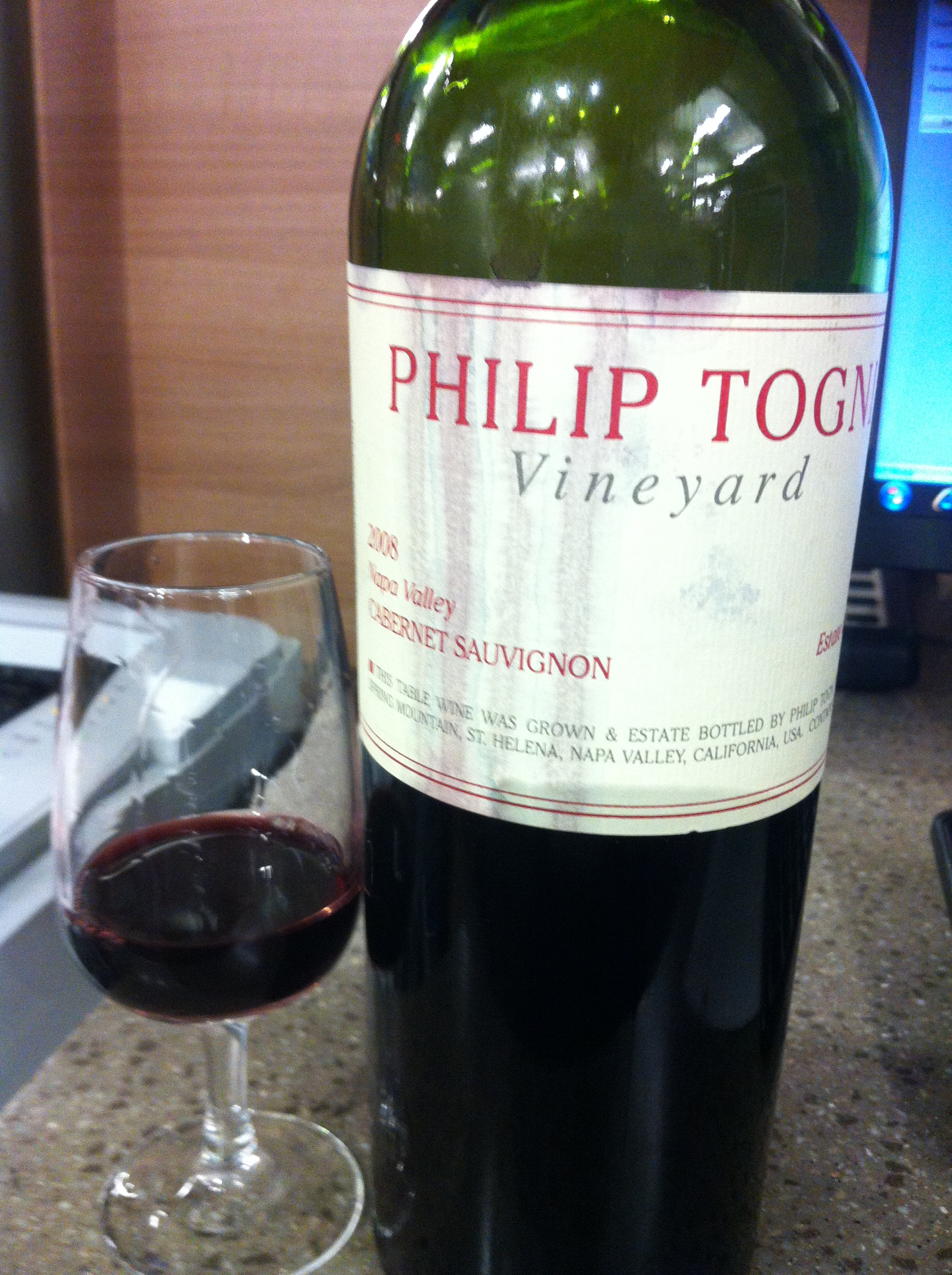
یک بطری شراب قرمز، تهیه‌شده از انگور کابرنه ساوینیون، از تاکستان‌های درهٔ ناپا.

تاکستان و منطقه شراب‌سازی ناپا (به انگلیسی: Napa Valley AVA) انگورستان و محدوده تولید شراب در شهرستان ناپا واقع در منطقه شمال کالیفرنیا است. ناپا ولی یکی از مهم‌ترین مناطق کشت انگور و شراب‌سازی در جهان محسوب می‌شود.
زمین‌های کشت انگور و ناحیه تولید شراب ناپا ولی یکی از ممتازترین مناطق تولید شراب در جهان است. سابقهٔ تولید شراب در این ناحیه به سده ۱۹ میلادی می‌رسد اما تولید شراب ناب و باکیفیت در این منطقه به دهه ۱۹۶۰ میلادی بر می‌گردد. این منطقه به خاطر شرایط جغرافیایی خوب و وجود باغ‌ها و شراب‌خانه‌های بسیار، گردشگران بسیاری را به خود جلب می‌کند.

## جغرافی

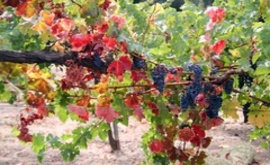
انگورهای پاییزی که در دره ناپا (ناپا ولی) رشد می کنند.

این دره از طرف غرب و شمال توسط رشته کوه مایاکاماس و از طرف شرق توسط کوه واکا احاطه شده است.  کف دره به تدریج از سطح دریا در انتهای جنوبی به ارتفاع ۱۱۰ متر بالاتر از سطح دریا در انتهای شمالی٬ نزدیک کالیستوگا (Calistoga) در پای کوه سنت هلنا٬ بالا می‌رود.
خاک قسمت جنوبی دره بیشتر رسوبی و نتیجه پیشرفت‌ها و عقب نشینی‌های قدیم خلیج سن پابلو میباشد، در حالی‌که خاک انتهای شمالی دره دارای حجم زیادی گدازه و خاکستر آتشفشانی است. چند تپه کوچک در وسط کف دره در نزدیکی یونتویل (Yountville) نشان دهنده گذشته آتشفشانی منطقه هستند.

## آب و هوا
چندین  نوع  آب و هوا در دره ناپا وجود دارد که نتیجه شرایط مختلف جغرافیایی محلی است. انتهای جنوبی دره به دلیل نزدیکی خلیج سن پابلو خنک تر است در حالی که انتهای شمالی بسیار گرم تر است. سمت شرقی دره  که در سایه باران کوه ها و تپه های غربی قرار دارد خشک تر است.